# كارلوس راميريز سيلفا
كارلوس راميريز سيلفا (بالإسبانية: Carlos Ramírez Silva)‏ (11 أكتوبر 1987 في الأوروغواي - ) هو لاعب كرة قدم أوروغواني في مركز الوسط. لعب مع نادي كوميونيكيشنس وسانتوس دي جوابيلز ‏.

## وصلات خارجية
- كارلوس راميريز سيلفا على موقع قاعدة بيانات كرة القدم.إي يو (الإنجليزية)
- كارلوس راميريز سيلفا على موقع Soccerway.com (الإنجليزية)